# The Pretty Reckless
The Pretty Reckless este o formație americană de muzică rock din New York, formată în 2009. Membrii ei sunt Taylor Momsen (voce principală, chitară ritmică), Ben Phillips (chitară principală, voce secundară), Mark Damon (bas) și Jamie Perkins (percuție). În august 2010, trupa și-a lansat albumul de studio de debut, Light Me Up⁠(d). De pe acest album au fost extrase trei single-uri care au avut un succes moderat, în special „Make Me Wanna Die”. Trupa a lansat apoi la începutul lui 2012 Hit Me Like a Man EP⁠(d). În martie 2014, trupa a lansat cel de-al doilea album de studio, Going to Hell⁠(d), care includea single-urile „Heaven Knows⁠(d)” și „Messed Up World⁠(d)”, ambele ajunse în fruntea topurilor rock din SUA și Regatul Unit.
Pe 21 octombrie 2016, Razor & Tie a lansat cel de-al treilea album de studio al trupei, Who You Selling For⁠(d), de pe care a fost extras single-ul „Take Me Down⁠(d)”, care a adus trupei al patrulea loc întâi în topul rock din SUA. Pe 12 februarie 2021, a fost lansat cel de-al patrulea album de studio al trupei, Death by Rock and Roll⁠(d). The Pretty Reckless a devenit prima formație condusă de o femeie, care a avut șapte single-uri pe primul loc, când „Death by Rock and Roll⁠(d)” a ajuns pe primul loc în topul Mainstream Rock.

## Istorie

### 2009–2012: Formare,The Pretty Reckless EPșiLight Me Up

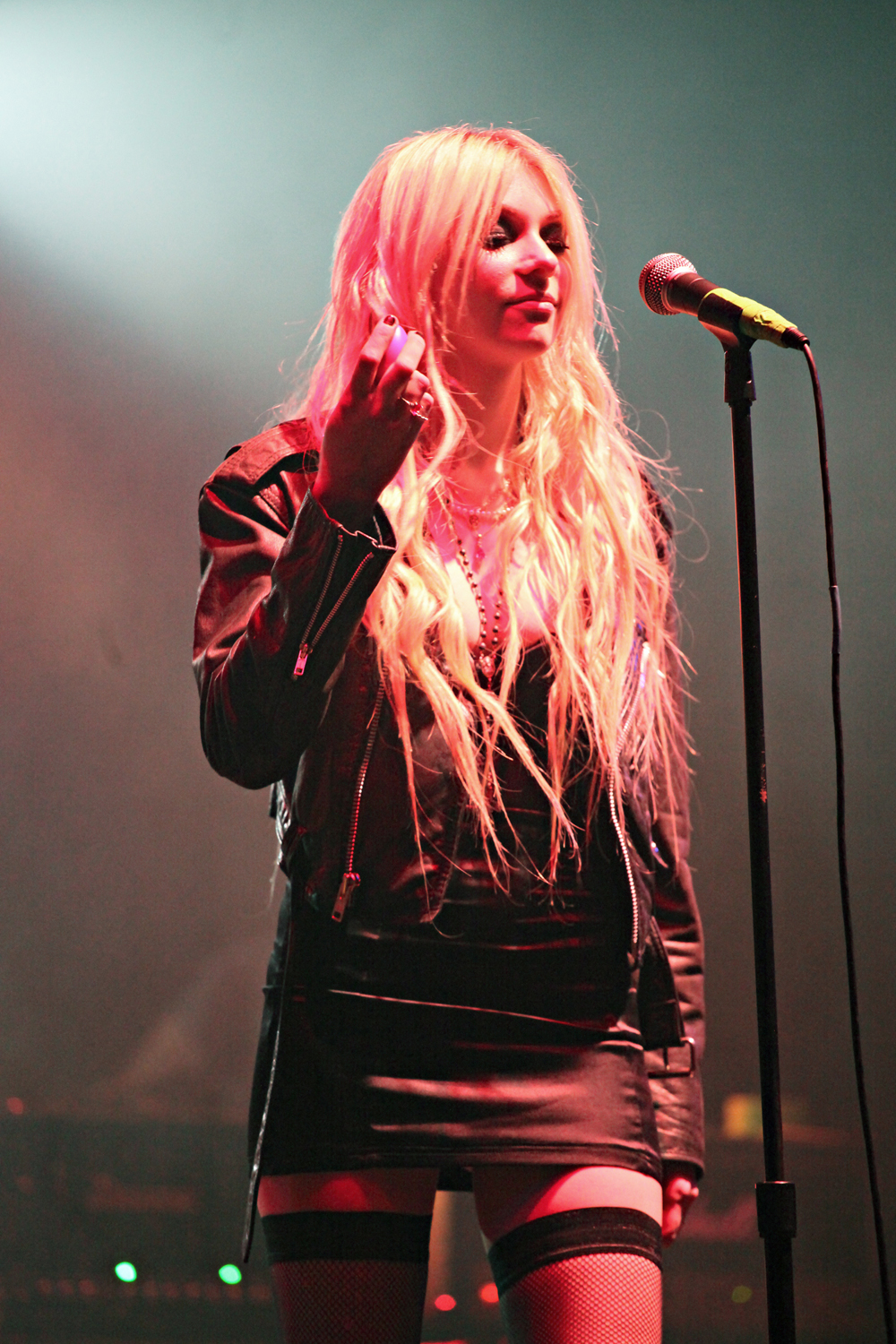
Momsen la Warped Tour Kickoff (aprilie 2010).

Înainte de a forma trupa, Taylor Momsen a fost actriță, și a devenit cunoscută pentru How the Grinch Stole Christmas și Gossip Girl. Trupa s-a numit inițial The Reckless, dar a trebuit să-și schimbe numele din cauza problemelor legate de mărcile comerciale. Ei au susținut primul concert pe 5 mai 2009, la The Annex din New York. La origine,  trupa a fost formată din Momsen, John Secolo (chitară), Matt Chiarelli (bas) și Nick Carbone (tobe). Au înregistrat câteva demouri la începutul lui 2009 și au cântat în deschiderea concertelor The Veronicas în turneul nord-american al acestei formații. Timp de doi ani, Momsen a lucrat cu mai mulți producători înainte de a-l întâlni pe Kato Khandwala⁠(d). Momsen a spus că i-a plăcut Khandwala pentru că era producător de rock, nu de pop. Khandwala i-a făcut lui Momsen cunoștință cu Ben Phillips și cei trei au început să scrie cântece împreună. În prezent, Momsen este solistă și chitaristă ritmică, iar Ben Phillips este chitarist principal, Jamie Perkins toboșar, iar Mark Damon basist.
Momsen a declarat într-un interviu pentru revista OK! că formația a semnat un contract cu Interscope Records și că urma să-și lanseze albumul de debut în 2010. După anunț, două noi înregistrări de demouri („He Loves You” și „Zombie”) au fost postate pe contul de Myspace al formației.
Pe 30 decembrie 2009, formația a lansat o nouă melodie promoțională intitulată „Make Me Wanna Die”. Melodia a fost oferită pentru descărcare gratuită o perioadă de timp limitată pentru fani pe site-ul Interscope Records. „Make Me Wanna Die” a fost inclus în coloana sonoră drept cântec pe genericul final al filmului din 2010 Kick-Ass⁠(d).  Cântecul a fost primul single al trupei și a fost lansat pe 17 mai 2010, albumul de debut urmând să fie lansat în august. Ei au concertat la festivalul de muzică The Bamboozle⁠(d) pe 1 mai 2010.  Trupa a cântat apoi în Warped Tour 2010⁠(d).

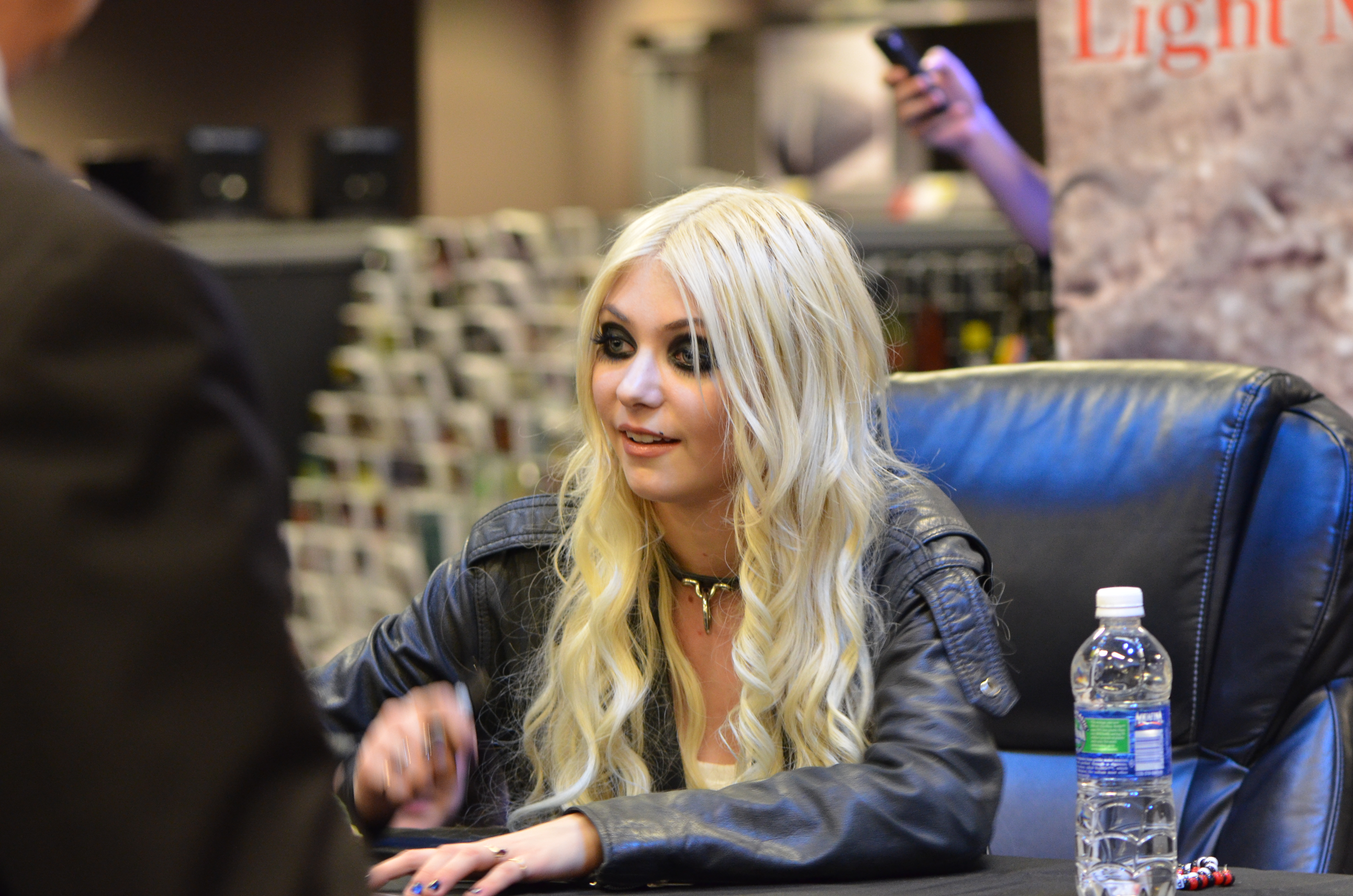
Momsen în turneul Light Me Up (aprilie 2011).

Primul lor EP a fost lansat pe 22 iunie 2010, iar reacțiile au fost diverse. Revista Rolling Stone a caracterizat sunetul drept „generic”. EP-ul conținea patru melodii, dintre care trei se regăsesc pe albumul de debut: „Make Me Wanna Die”, „My Medicine” și „Goin’ Down”.  „Make Me Wanna Die⁠(d)” a fost lansat pe 14 aprilie 2010 ca single principal de pe Light Me Up⁠(d). Pentru promovarea single-ului a fost lansat un videoclip viral. Înregistrarea completă a fost lansată pe 31 august 2010. „Miss Nothing⁠(d)” a fost lansat pe al doilea single pe 18 august 2010. Un videoclip pentru „Miss Nothing” a fost lansat pe 20 iulie 2010.
Formația a cântat în deschiderea concertelor Evanescence în turneul mondial Evanescence. Taylor Momsen s-a declarat o „mare fană a lui Evanescence, așa că este foarte emoționant să cânt în deschiderea lor”. Trupa a cântat în deschidere pentru Evanescence și pe istorica scenă Hollywood Palladium⁠(d) din Los Angeles. Cântăreața Amy Lee de la Evanescence a declarat pentru MTV News⁠(d) despre Momsen: „are o voce grozavă; e tare dulce”, și a spus râzând că faptul că este la unul dintre primele concerte ale lui Momsen o face să se simtă „bătrână, dar foarte, foarte flatată”. Turneul Chinese Democracy al formației Guns N' Roses a confirmat The Pretty Reckless ca formație de deschidere pentru trei date de turneu în noiembrie 2011.
În 2012 au fost lansate două single-uri de pe album: „You”; și „My Medicine”. Au fost lansate și videoclipuri pentru ambele single-uri: în „You”, Momsen apare într-un apartament mic și gol cântând la chitară; iar în „My Medicine”, Momsen apare la o petrecere scăpată de sub control, în timp ce cântă despre cum este sub influența alcoolului și a drogurilor. Mai târziu, în 2012, ea a apărut într-un videoclip complet dezbrăcată. În videoclipul intitulat „The Words - Under The Water”, Momsen a apărut într-un film alb-negru în timp ce spunea versurile ca și cum ar recita o poezie. Până la sfârșitul videoclipului, Momsen apare fără haine pe ea, cu părțile intime blurate.

### 2012–2014:Hit Me Like a Man EP, succesul comercial cuGoing to Hell
The Medicine Tour a fost al doilea turneu de concerte în care The Pretty Reckless era cap de afiș, pentru promovarea albumului de debut din 2010, Light Me Up⁠(d) și a EP-ului din 2012, Hit Me Like a Man EP⁠(d). Datele turneului au fost anunțate pe 23 ianuarie 2012, prin intermediul site-ului oficial al trupei. Formația a concertat în câteva dintre aceleași locații pe care le vizitase în anul precedent, cu 52 de spectacole în America de Nord, 5 spectacole în America de Sud și 2 spectacole în Asia. Al doilea lor EP, Hit Me Like a Man EP a fost lansat pe 6 martie 2012. Pe el se aflau trei melodii noi, precum și înregistrări live a două melodii de pe Light Me Up⁠(d). O nouă melodie a trupei intitulată „Only You” a fost inclusă ca o piesă bonus pe Frankenweenie Unleashed!, coloana sonoră a filmului Frankenweenie (2012). Pe 11 decembrie 2012, The Pretty Reckless a lansat single-ul „Kill Me⁠(d)”. Cântecul a apărut la sfârșitul episodului final⁠(d) al serialului Gossip Girl.
Pe 30 mai 2013, The Pretty Reckless a lansat un trailer pentru cel de-al doilea album de studio, Going to Hell⁠(d), care urma să fie lansat mai târziu în acel an. Pe 17 iunie 2013, The Pretty Reckless a lansat o nouă piesă intitulată „Follow Me Down”, iar pe 1 iulie, Momsen a lansat piesa „Burn”, avea să fie inclusă pe Going to Hell.
Cântecul „Going to Hell” a avut premiera pe 19 septembrie 2013. În aceeași zi cu premiera noii piese, The Pretty Reckless au anunțat și semnarea cu casa de discuri Razor & Tie. Pe 20 septembrie 2013, au început turneul Going to Hell pentru promovarea albumului,  împreună cu Heaven's Basement⁠(d). Videoclipul muzical oficial „Going to Hell” a fost lansat pe 16 octombrie 2013. Pe 19 noiembrie, a fost lansat cel de-al doilea single, „Heaven Knows”. Videoclipul a apărut pe 13 februarie 2014.
Going to Hell a fost lansat pe 18 martie 2014. Lansarea a marcat săptămâna cu cele mai bune vânzări ale trupei până în prezent și a ajuns pe locul cinci în Billboard 200, cu peste 35.000 de exemplare vândute în prima săptămână. Sursele de inspirație pentru album au provenit mai ales din backgroundul catolic al lui Momsen, menționând că „raiul și iadul sunt o metaforă care a fost folosită în muzică încă de la începutul timpurilor”.
Când single-urile „Heaven Knows⁠(d)” și „Messed Up World (F'd Up World)⁠(d)” au ajuns pe primul loc în topul american Mainstream Rock⁠(d), The Pretty Reckless a devenit a doua trupă cu lider feminin care a obținut două locuri întâi consecutive în top, după The Pretenders⁠(d). În 2014, Momsen a cântat și la premiile Golden Gods ale revistei Revolver alături de Joan Jett și chitaristul Billy Gibbons de la ZZ Top. La spectacolul de premiere, trupa a interpretat și „Heaven Knows”, „Fucked Up World” și „Going to Hell”.

### 2015–2017:Who You Selling For
La începutul lui septembrie 2015, Momsen a confirmat că formația lucrează la un material nou în studio. Activitatea de compoziție pentru album a început la scurt timp după încheierea a doi ani de turnee de promovare ale celui de al doilea album de studio, Going to Hell⁠(d) (2014).
„Aveam atât de multe lucruri pe care doream să le spunem, că în turneu eram ca o cutie de băutură acidulată care a fost agitată, ca apoi, când am început să scriem, să i se desfacă capacul”, a spus Momsen. „Viața în turnee este foarte izolată. Privești lumea prin geamul unui autobuz sau al unui avion. Dar muzica este factorul de vindecare. Este singurul lucru care te ține cu picioarele pe pământ și un adevărat tovarăș prin pădurea întunecată. Ea ne-a salvat, din nou.”
Trupa a lansat „Take Me Down⁠(d)” ca single principal pentru al treilea album de studio pe 15 iulie 2016. Acesta a devenit al patrulea single al trupei care a ajuns în fruntea topului Mainstream Rock și a fost transmis la radiourile în format Active rock⁠(d) din SUA pe 19 iulie. Videoclipul pentru „Take Me Down” a fost lansat pe 29 septembrie 2016. Al treilea album de studio al formației, Who You Selling For⁠(d), a fost lansat pe 21 octombrie 2016, de către Razor & Tie.
În sprijinul albumului, trupa s-a angajat în turneul Who You Selling For, care a început pe 20 octombrie 2016, în Tulsa, Oklahoma. Videoclipul muzical oficial al celui de al doilea single al albumului, „Oh My God” a fost lansat pe 8 februarie 2017. În timpul turneului, pe 17 mai 2017, formația a cântat în deschidere pentru Soundgarden la ultimul spectacol al vocalistului Chris Cornell⁠(d), la Fox Theatre⁠(d) din Detroit, Michigan, cu câteva ore înainte ca acesta să se sinucidă. The Pretty Reckless i-au adus un omagiu lui Cornell interpretând o versiune cover a piesei formației Audioslave, „Like a Stone⁠(d)” pe 20 mai la evenimentul anual MMR-B-Q al postului de radio WMMR din Philadelphia la BB&amp;T Pavilion din Camden, New Jersey⁠(d). Un al treilea single, „Back to the River⁠(d)”, cu Warren Haynes⁠(d) de la Allman Brothers Band a fost lansat pe 13 iunie 2017.

### 2018-prezent:Death by Rock and RollșiOther Worlds
Producătorul formației încă de la începuturile ei, Kato Khandwala⁠(d), a fost implicat într-un accident de motocicletă⁠(d) în aprilie 2018 și a murit mai târziu din cauza rănilor suferite în urma accidentului. Vorbind despre moartea lui Khandwala, Taylor Momsen a declarat:
„„Pentru mine asta a fost sfârșitul. Am aruncat mâinile în aer și am cam zis «Da, mă dau bătută». Am căzut  într-o gaură foarte întunecată, cu depresie și abuz de substanțe și cu tot ce rezultă din asta.””
În noiembrie 2019, Momsen a dezvăluit pe Instagram că trupa lucrează la al patrulea album de studio cu Matt Cameron⁠(d) de la Pearl Jam și Soundgarden. În februarie 2020, Momsen a confirmat finalizarea albumului și i-a dezvăluit titlul, Death by Rock and Roll⁠(d). Single-ul principal, care este piesa titulară⁠(d) a albumului, a fost lansat pe 15 mai 2020. Turneul urma să înceapă în septembrie 2020, după ce a fost amânat din mai 2020 din cauza pandemiei de COVID-19. În mai 2020, formația a semnat cu Fearless Records.
The Pretty Reckless a devenit prima formație cu lider feminin care a avut cinci single-uri numărul unu, când „Death by Rock and Roll⁠(d)” a ajuns în fruntea topului Mainstream Rock. „Broomsticks”, cântec cu tematică de Halloween a fost lansat la sfârșitul lunii octombrie, iar „25” a fost lansat pe 13 noiembrie. Pe 8 ianuarie 2021, trupa a lansat „And So It Went” împreună cu Tom Morello⁠(d) ca single de pe Death by Rock and Roll. Momsen a afirmat că melodia comentează actualele „frământări civile” din lume: „Lumea era într-o asemenea stare de tulburări civile. «And So It Went» provine practic din acea viziune. Ca compozitoare, simt că nu sunt aici să țin predici, eu folosesc muzica pentru a observa și a comunica ceea ce văd în jurul meu”. Albumul a fost lansat pe 12 februarie 2021.
Formația s-a angajat în turneul Death by Rock and Roll, de promovare a albumului, în martie și aprilie 2022, împreună cu Shinedown; și apoi cu Halestorm începând cu luna iunie 2022. În turneu, formația a vizitat Regatul Unit și Irlanda în octombrie și noiembrie 2022. În august 2022, trupa a anunțat lansarea albumului Other Worlds, un album-compilație care conține versiuni alternative ale melodiilor lansate anterior și coveruri noi, pentru 4 noiembrie a acelui an. Un remix din „Got So High” de pe Death by Rock and Roll a fost lansat ca single înainte de lansarea compilației. În mai 2023, trupa a anunțat că a intrat în studio pentru a lucra la al cincilea album de studio. Formația urma să efectueze un turneu cântând în deschidere la turneul Power Up al formației AC/DC la jumătatea anului 2024.

## Stilul muzical și influențele
The Pretty Reckless a fost descris ca hard rock, rock alternativ, post-grunge, grunge, și blues rock. Potrivit Louder Sound, „[trupa amestecă] elemente mai fine de heavy metalul cu grunge și blues. Riffurile abrazive ale lui Ben Phillips în conferă lui Momsen o platformă pentru a face single-urile Miss Nothing și Make Me Wanna Die să pară pline de atitudine, în timp ce momentele mai blânde, cum ar fi Just Tonight, fac din cântăreață... o forță vocală de luat în seamă”. Al patrulea album al trupei, Death by Rock and Roll, are note de country rock, folk rock și Americana⁠(d), în piesele „Rock and Roll Heaven” și „Harley Darling”, împreună cu sunetul lor tipic hard rock.
În interviuri, Momsen a declarat că formația a fost influențată, printre alții, de Chris Cornell⁠(d), Soundgarden, Audioslave, Hole, Beatles, The Doors, Led Zeppelin, Bob Dylan, David Bowie, Kurt Cobain, Alanis Morissette, Pink Floyd, White Stripes, The Who, Oasis, Robert Plant, Joan Jett, Nirvana,  și Neil Young.

## Spectacole live

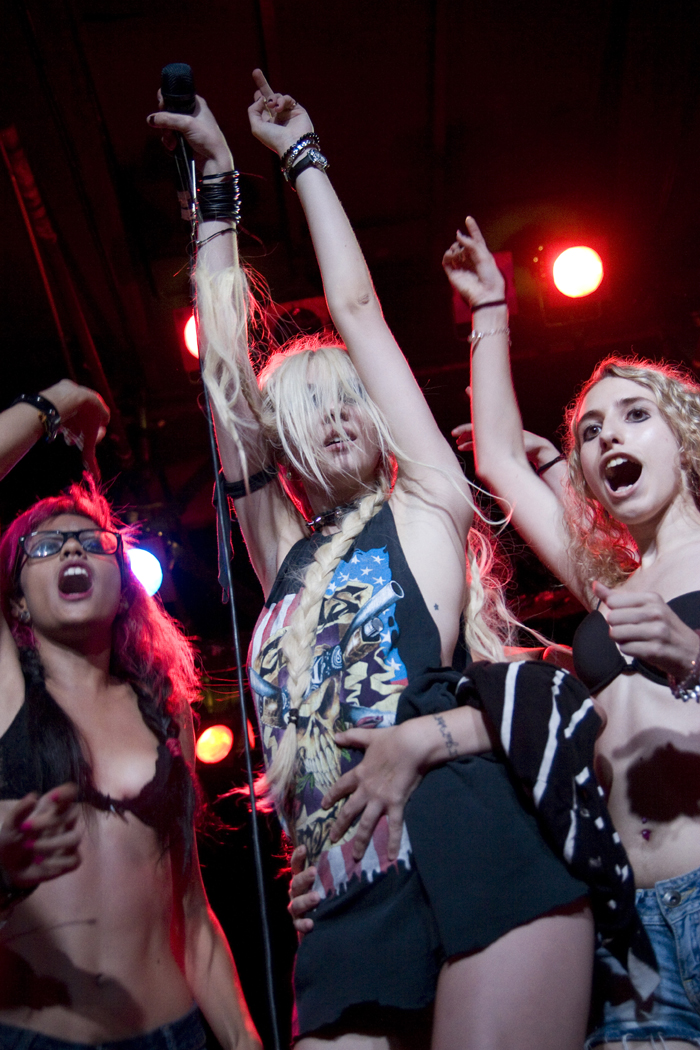
Momsen (iulie 2011).

Formația a deschis V Festival din Regatul Unit în 2010, apoi a pornit într-un turneu cu patru concerte în Regat, începând cu Glasgow, Scoția, la Barrowland Ballroom⁠(d), pe 13 decembrie 2010, cu Francesqa în deschidere.
În 2011, trupa a anunțat un turneu scurt care avea să aibă loc de la începutul lunii februarie până la sfârșitul lunii martie. A apărut apoi în iunie la Download Festival. Un spectacol planificat la Soundwave Revolution, un festival de muzică australian, a fost anulat. În timpul verii, trupa a concertat în mai multe festivaluri europene precum Rock Am Ring în iunie, Optimus Alive!⁠(d) pe 8 iulie în Portugalia, Rock Werchter pe 2 iulie în Belgia, Wireless Festival pe 3 iulie, Montreux Jazz Festival din Montreux, Elveția pe 4 iulie și T in the Park pe 10 iulie în Scoția. Pe 6 august 2011, trupa a cântat la festivalul Lollapalooza 2011 din Chicago, Illinois. The Pretty Reckless a cântat în deschiderea mai multor concerte Evanescence în octombrie și noiembrie, printre altele cu două concerte la HMV Hammersmith Apollo din Londra. Pe 8 octombrie 2011, trupa a cântat la Tulsa State Fair 2011 la Tulsa, Oklahoma. Pe 26 octombrie 2011, trupa a cântat în clubul de noapte Ritual din Ottawa, Ontario, cu invitații Static Revolt și The Escape Mode.
În ianuarie 2012, trupa a lansat date de turneu pentru al doilea turneu principal, The Medicine Tour. Direct după acele concerte, The Pretty Reckless a cântat în deschiderea lui Marilyn Manson în turneul lui, Hey Cruel World... Tour. În iulie 2012, The Pretty Reckless a sosit pentru prima dată în Argentina. Spectacolul trupei a fost pe 29 iulie la Buenos Aires . În septembrie 2012, The Pretty Reckless a fost headliner la al Festivalului Bazooka Rocks din Manila, Filipine, încheiend turneul The Medicine. Pe 20 septembrie 2013, trupa a început prima etapă a celui de-al treilea turneu, Going to Hell Tour, în America de Nord.

## Membrii formației

The Pretty Reckless live la Rock im Park 2014
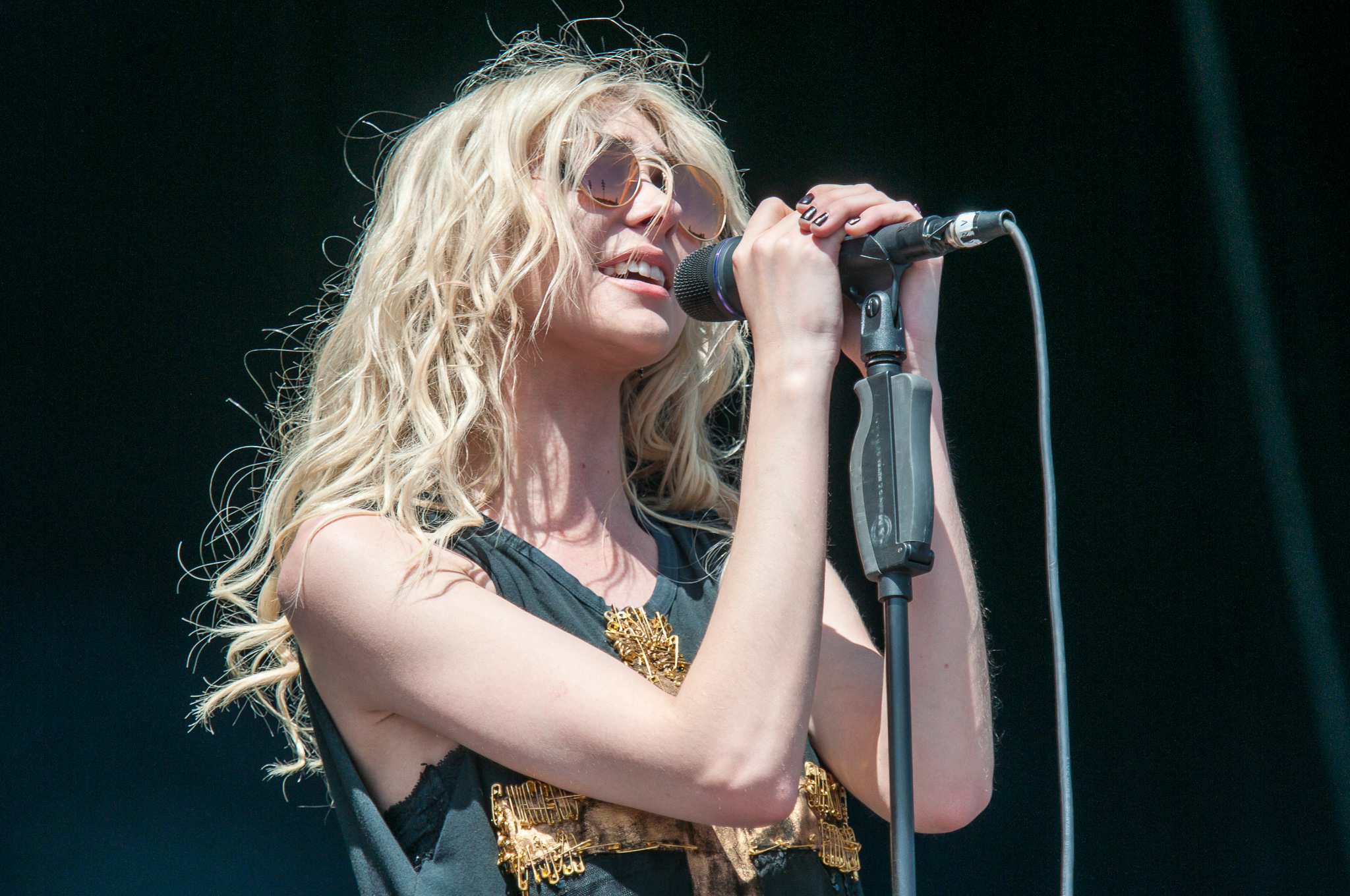
Taylor Momsen
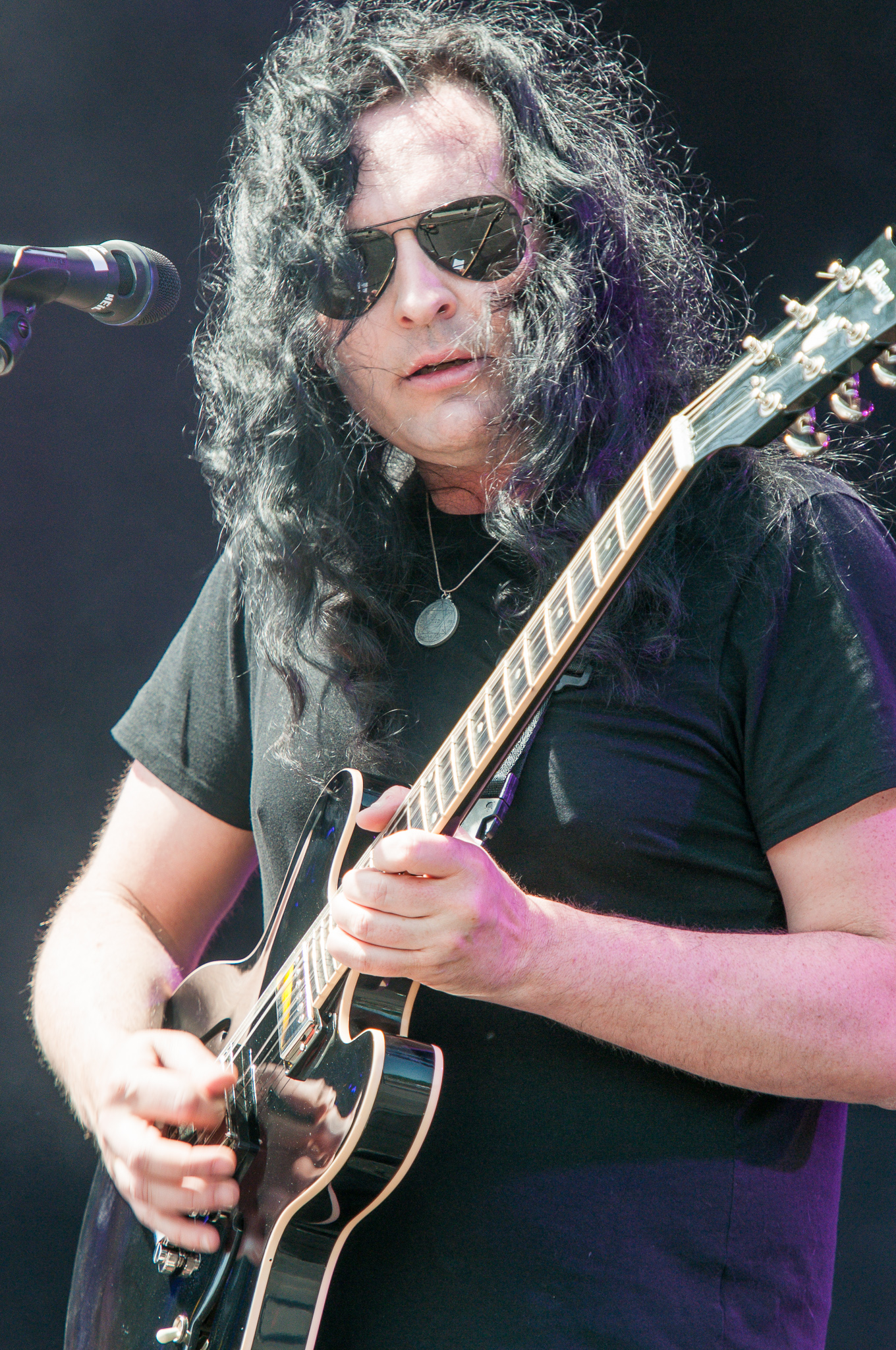
Ben Phillips
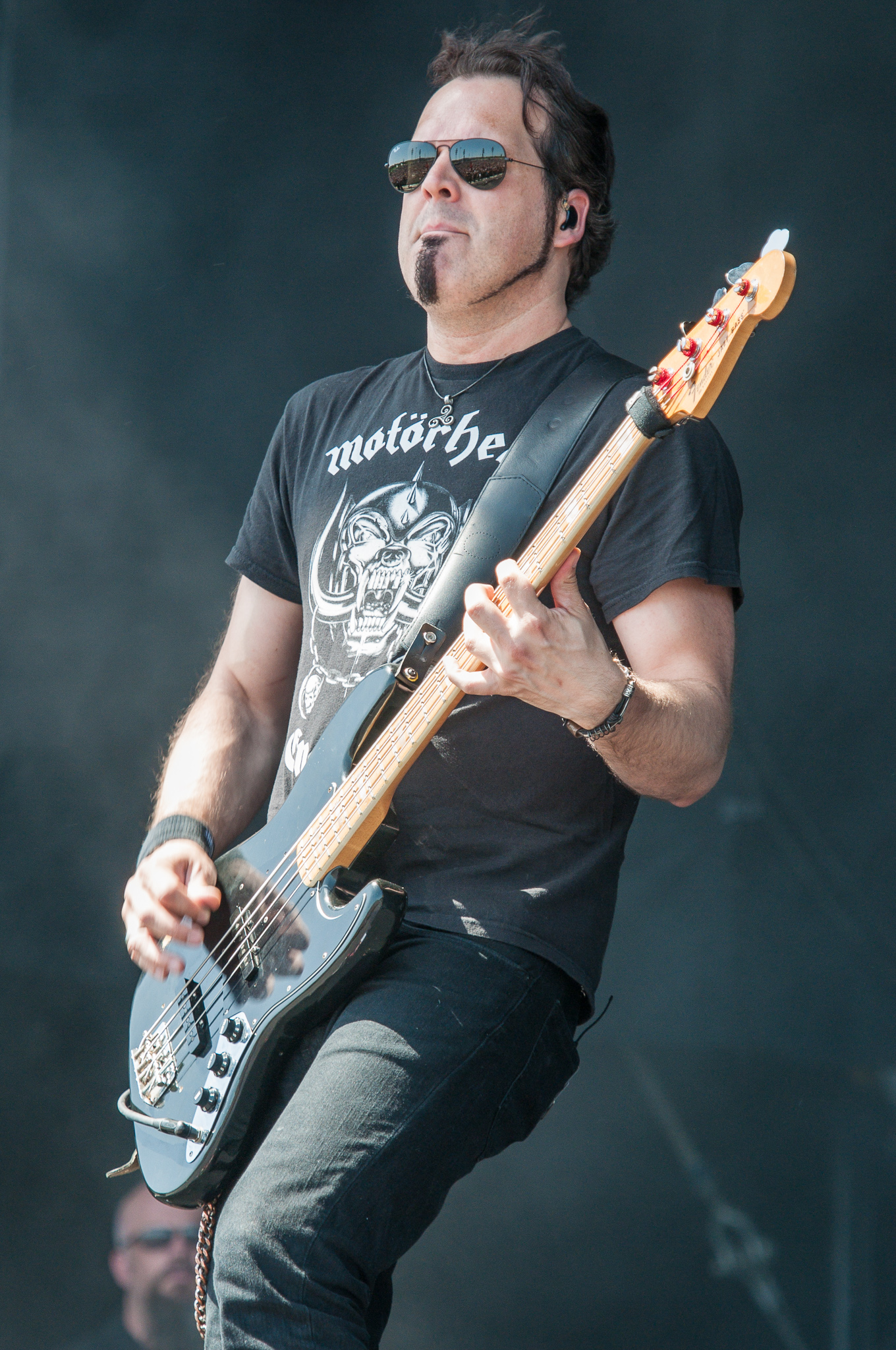
Mark Damon
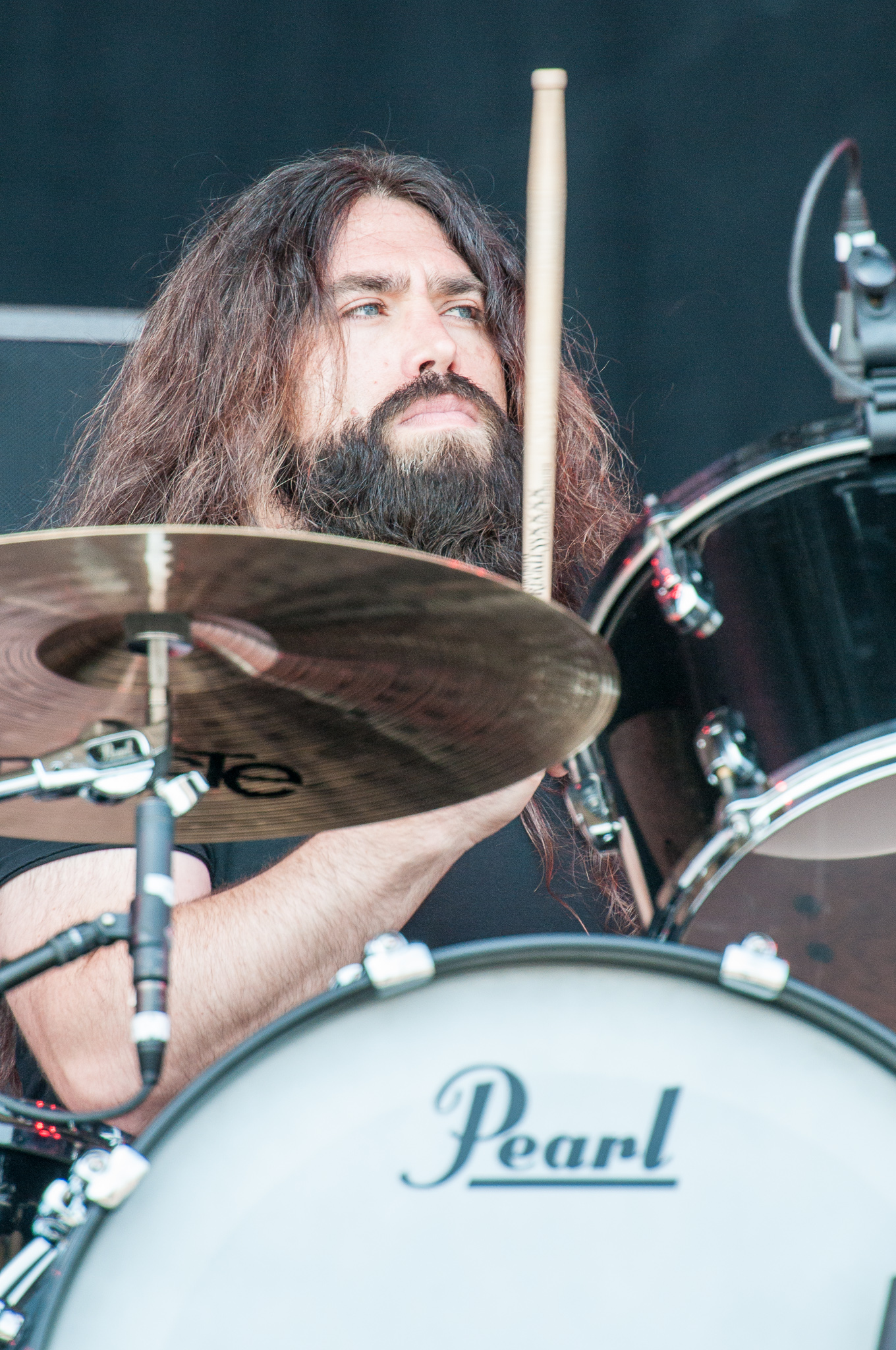
Jamie Perkins

Membrii actuali
- Taylor Momsen – voce, chitară ritmică (2009-prezent)
- Ben Phillips – chitară principală, suport voce (2010-prezent)
- Mark Damon – bas (2010-prezent)
- Jamie Perkins – tobe (2010-prezent)

Foști membri
- Nick Carbone – tobe (2009–2010)
- Matt Chiarelli – bas (2009–2010)
- John Secolo – chitară principală (2009–2010)

## Discografie
Albume de studio
- Light Me Up (2010)
- Going to Hell (2014)
- Who You Selling For (2016)
- Death by Rock and Roll (2021)

## Premii și nominalizări
| Year | Ceremony                          | Category                       | Work                      | Result       | Reference       |
| ---- | --------------------------------- | ------------------------------ | ------------------------- | ------------ | --------------- |
| 2010 | Virgin Media⁠(d) Music Award       | Best Group                     | N/A                       | Nominalizare | [ 109 ]         |
| 2010 | Virgin Media⁠(d) Music Award       | Best Newcomer                  | N/A                       | Nominalizare | [ 109 ]         |
| 2014 | Independent Music Awards⁠(d)       | Best 'Difficult' Second Album  | Going to Hell⁠(d)          | Nominalizare | [ 110 ]         |
| 2014 | Kerrang Awards                    | Hottest Female                 | Taylor Momsen             | Câștigat     | [ 111 ] [ 112 ] |
| 2014 | RadioContraband⁠(d) Awards         | New Artist of the Year         | N/A                       | Câștigat     | [ 113 ]         |
| 2017 | Alternative Press Music Awards⁠(d) | Best Hard Rock Band            | N/A                       | Câștigat     | [ 114 ]         |
| 2017 | Alternative Press Music Awards⁠(d) | Artist of the Year             | N/A                       | Nominalizare | [ 114 ]         |
| 2017 | Loudwire Music Awards⁠(d)          | Hard Rock Artist of the Year   | N/A                       | Nominalizare | [ 115 ]         |
| 2017 | IHeartRadio Music Awards⁠(d)       | Rock Song of the Year          | "Take Me Down"            | Nominalizare | [ 116 ]         |
| 2021 | iHeartRadio Music Awards⁠(d)       | Rock Artist of the Year        | N/A                       | Câștigat     | [ 117 ] [ 118 ] |
| 2021 | iHeartRadio Music Awards⁠(d)       | Rock Song of the Year          | "Death by Rock And Roll"  | Nominalizare | [ 117 ] [ 118 ] |
| 2021 | Teraz Rock⁠(d) Awards              | Best Foreign Album of the Year | Death by Rock and Roll⁠(d) | Nominalizare | [ 119 ]         |
| 2022 | IHeartRadio Music Awards⁠(d)       | Rock Artist of the Year        | N/A                       | Nominalizare | [ 120 ]         |
| 2022 | IHeartRadio Music Awards⁠(d)       | Rock Song of the Year          | "And So It Went"          | Nominalizare | [ 120 ]         |